# Perkinsiella rivularis
Perkinsiella rivularis är en insektsart som beskrevs av Rauno E. Linnavuori 1962. Perkinsiella rivularis ingår i släktet Perkinsiella och familjen sporrstritar. Inga underarter finns listade i Catalogue of Life.